# Ronde van Limburg 1933 (België)
In 1933 nam een nieuwe club de organisatie van de Ronde van Limburg in handen. Samen met burgemeester Thenaers gaven ze de wedstrijd met start en aankomst in Sint-Truiden een nieuw elan. De renners kregen op zondag 7 mei 1933 een koers van 150 kilometer voorgeschoteld.

## Wedstrijdverloop
De editie van 1993 bestond uit verschillende lussen rond Sint-Truiden. De koers trok onder andere over het grondgebied van Landen, Gingelom, Genk, Beringen, Bree, Leopoldsburg, Lummen en Herk-de-Stad. Door de hevige wind en de vele aanvalspogingen begon na 100 km een groep van vijftien renners aan de laatste drie lokale ronden van twaalf kilometer. Dewolf speelde even soloslim, maar werd na zes kilometer weer gegrepen. In de laatste ronde was er een late aanval van Alfons Deloor. Frans Bonduel, die al heel de koers erg actief was, reageerde attent en sloot aan.
Aan de finish op de Grote Markt in Sint-Truiden haalden Bonduel het onder grote belangstelling met een twintigtal meter voorsprong van zijn metgezel. Maurice Croon en Adolf Van Bruaene werkten zich nog los van de groep en finishte zo respectievelijk als derde en vierde.

## Top 10
| Plaats  | Naam              | Ploeg | Tijd   |
| ------- | ----------------- | ----- | ------ |
| Winnaar | Frans Bonduel     |       | 6u10"  |
| 2       | Alfons Deloor     |       | +3"    |
| 3       | Maurice Croon     |       | +30"   |
| 4       | Adolf Van Bruaene |       | z.t.   |
| 5       | Denis Verschueren |       | +1"00' |
| 6       | Gijbels           |       | +1'15" |
| 7       | Dewolf            |       | z.t.   |
| 8       | Roels             |       | z.t.   |
| 9       | Claea             |       | +2"05' |
| 10      | Desmet            |       | +3"30' |